# 731. grenadirski polk (Wehrmacht)
731. grenadirski polk (izvirno nemško 731. Grenadier-Regiment; kratica 731. GR) je bil pehotni polk Heera v času druge svetovne vojne.

## Zgodovina
Polk je bil ustanovljen 15. oktobra 1942 za potrebe 711. pehotne divizije.